# Hello, Dolly!
Hello, Dolly! е заглавната песен на популярния мюзикъл, носещ същото име (Здравей, Доли!). Версията на Луис Армстронг е увековечена с място в Залата на славата на наградите Грами през 2001 година. Музиката и текстът на песента са написани от Джери Хърман, който е автор на музиката към много други мюзикъли.
Hello, Dolly! е изпята за първи път от Керъл Ченинг, която се превъплъщава в образа на Доли Галагър Ливай в оригиналния бродуейски спектакъл от 1964 г. През декември 1963, по повелята на мениджъра си, Луис Армстронг прави демо-запис на Hello, Dolly! с цел промотиране на спектакъла.
През януари Кап Рекърдс издава демо-версията на Армстронг като комерсиален сингъл. Той достига позиция №1 в американската класация на Билборд „Хот 100“, което прекъсва владичеството на Бийтълс и тяхната 14-седмична серия от три хита под номер 1. Hello, Dolly! се превръща в най-големия хит в кариерата на Армстронг, който е последван от едноименен албум със златен търговски статут. Песента прекарва седем седмици в класацията за Възрастна съвременна музика малко след откриването на мюзикъла.
Hello, Dolly! печели награда Грами за „Песен на годината“ през 1965 г., а Армстронг е удостоен с Грами за „Най-добро мъжко вокално изпълнение“. Той изпълнява песента, заедно с Барбара Стрейзанд, във филма от 1969 година Здравей, Доли!